# Luglio (romanzo)
Luglio (titolo originale: July's People) è un romanzo della scrittrice sudafricana Nadine Gordimer pubblicato nel 1981. È ambientato in una versione quasi futura del Sudafrica, dove l'apartheid è finito con una guerra civile.
L'autrice scrisse il libro prima della fine dell'apartheid come una sua predizione di come sarebbe finita. Il libro fu bandito in Sudafrica dopo la sua pubblicazione e successivamente sotto il governo post-apartheid.

## Trama
Il romanzo è ambientato durante una finta guerra civile in cui i neri sudafricani hanno ribaltato violentemente il sistema dell'apartheid. La storia segue la famiglia bianca sudafricana Smales che fu obbligata a fuggire a Johannesburg nel villaggio in cui il loro servitore July (Luglio) era nato. Maureen cerca di lavorare con le donne nei campi, scavando foglie e radici. Successivamente va a trovare July che sta lavorando sul pickup. Quando July dice che non dovrebbe lavorare con le donne, lei chiede se ha paura che lei possa dire a sua moglie di Ellen. Con rabbia lui afferma che può dire a Martha di essere sempre stato un buon servitore. Maureen, spaventata, si rende conto che la dignità che pensava di avergli sempre conferito era in realtà umiliante per lui. La informa che lui e gli Smales sono stati convocati al villaggio del capo. Anche se July ha autorità nel suo villaggio, devono ancora chiedere il permesso al capo per rimanere. Maureen ha problemi con la sua nuova sottomissione a July. Dopo che Gina va a giocare con Nyiko e Bam va con Victor a Royce a pesca, un elicottero con segni non identificabili vola sopra al villaggio.

## Ricezione
Anne Tyler, scrivendo per il New York Times, ha elogiato il romanzo, dicendo che Gordimer "ha superato se stessa" e che il lavoro è stato "scritto in modo così impeccabile, che ognuno dei suoi eventi sembra spietatamente e minacciosamente possibile".
Nel suo libro Frantz Fanon and the Future of Cultural Politics: Finding Something Different, Anthony C. Alessandrini ha definito la frase di Tyler sul romanzo "esasperante" dato che gli "eventi" che descrive portano alla caduta dell'apartheid.

## Polemiche
Luglio è stato temporaneamente bandito dalle scuole nella provincia sudafricana di Gauteng, per un breve periodo di tempo nel 2001. Il governo della provincia di Gauteng ha fornito il seguente motivo per il divieto:
l’argomento è discutibile […] il linguaggio utilizzato non è accettabile, in quanto non incoraggia buone pratiche grammaticali […] Il lettore è bombardato da sfumature che non ottengono molto […] Qualsiasi condanna del razzismo è difficile da scoprire - così la storia appare profondamente razzista, superiore e condiscendente.
Il libro fu bandito insieme ad altri libri tra cui diverse opere di William Shakespeare, come le tragedie Giulio Cesare e Otello.